# Varese Ligure
Varese Ligure es una localidad y comune italiana de la provincia de La Spezia, región de Liguria, con 2.176 habitantes.

## Evolución demográfica
| Gráfica de evolución demográfica de Varese Ligure entre 1861 y 2001 |
|                                                                     |
| Fuente ISTAT - elaboración gráfica de Wikipedia                     |